# RKTVC
Le RKTVC est un club de football féminin néerlandais basé à Tiel.

## Palmarès
- Championnat des Pays-Bas (2) : 1983, 1988
- Coupe des Pays-Bas (2) : 1982, 1988
- Doublé Championnat-Coupe (1) : 1988